# Kahala (Koigi)
Kahala – wieś w Estonii, w prowincji Järva, w gminie Koigi.